# 1. Liga (Tschechoslowakei) 1969/70
Die Spielzeit 1969/70 der 1. Liga  war die 27. reguläre Austragung der höchsten Eishockeyspielklasse der Tschechoslowakei. Mit 52 Punkten aus 36 Partien setzte sich der Armeesportklub Dukla Jihlava durch. Für die Mannschaft war es ihr insgesamt vierter tschechoslowakischer Meistertitel. Der TJ Gottwaldov stieg mit 21 Punkten als Tabellenletzter in die zweite Spielklasse ab.

## Modus
Wie in der Vorsaison wurde die Liga mit zehn Mannschaften ausgespielt. Da jede Mannschaft gegen jeden Gruppengegner je zwei Heim- und Auswärtsspiele austrug, betrug die Gesamtanzahl der Spiele pro Mannschaft 36 Spiele. Meister wurde der Gewinner der Hauptrunde. Der Tabellenletzte stieg direkt in die jeweilige Landesmeisterschaft ab.   

## Hauptrunde

### Tabelle
| Pl. | Team                    | Sp. | S  | U | N  | Torv.   | Pkt. |
| --- | ----------------------- | --- | -- | - | -- | ------- | ---- |
| 1.  | Dukla Jihlava           | 36  | 24 | 4 | 8  | 178:80  | 52   |
| 2.  | Slovan CHZJD Bratislava | 36  | 21 | 7 | 8  | 133:81  | 49   |
| 3.  | ZKL Brno                | 36  | 23 | 3 | 10 | 149:105 | 49   |
| 4.  | TJ SONP Kladno          | 36  | 18 | 4 | 14 | 121:118 | 40   |
| 5.  | TJ Škoda Plzeň          | 36  | 14 | 5 | 17 | 109:131 | 33   |
| 6.  | Spartak ČKD Prag        | 36  | 15 | 2 | 19 | 155:148 | 32   |
| 7.  | Tesla Pardubice         | 36  | 13 | 5 | 18 | 131:146 | 31   |
| 8.  | VSŽ Košice              | 36  | 10 | 7 | 19 | 93:129  | 27   |
| 9.  | CHZ Litvínov            | 36  | 11 | 4 | 21 | 115:175 | 26   |
| 10. | TJ Gottwaldov           | 36  | 7  | 7 | 22 | 106:177 | 21   |

Bester Torschütze der Liga wurde Josef Černý von ZKL Brno, der in den 36 Spielen seiner Mannschaft 32 Tore erzielte.

### Beste Scorer
| Pl. | Name               | Team                    | Spiele | Tore | Assists | Punkte |
| --- | ------------------ | ----------------------- | ------ | ---- | ------- | ------ |
| 1.  | Jiří Kochta        | Sparta ČKD Praha        | 35     | 25   | 27      | 52     |
| 2.  | Josef Černý        | ZKL Brno                | 34     | 32   | 14      | 46     |
| 3.  | Jan Havel          | Sparta ČKD Praha        | 34     | 30   | 14      | 44     |
| 4.  | Jan Suchý          | HC Dukla Jihlava        | 36     | 21   | 23      | 44     |
| 5.  | Václav Nedomanský  | Slovan CHZJD Bratislava | 35     | 29   | 13      | 42     |
| 6.  | Jan Hrbatý         | HC Dukla Jihlava        | 36     | 23   | 18      | 41     |
| 7.  | Jiří Holík         | HC Dukla Jihlava        | 35     | 23   | 17      | 40     |
| 8.  | Jaroslav Holík     | HC Dukla Jihlava        | 33     | 18   | 21      | 39     |
| 9.  | František Pospíšil | SONP Kladno             | 36     | 13   | 25      | 38     |
| 10. | Vladimír Martinec  | Tesla Pardubice         | 34     | 22   | 14      | 36     |

### Meistermannschaft von Dukla Jihlava
| Logo | Torhüter      | Marcel Sakač, Jiří Crha, Zima |
| Logo | Abwehrspieler | Jan Suchý, Josef Horešovský, L. Bauer, Ladislav Šmíd, Jiří Bubla, Hanačík, Jaroslav Vinš                                                  |
| Logo | Stürmer       | Jan Hrbatý, Jaroslav Holík, Jiří Holík, Jan Klapáč, Josef Augusta, Bohuslav Ebermann, Balun, Mec, Vorlíček, Žiška, M. Sýkora, Vodák, Mráz |
| Logo | Trainer       | unbekannt |

## 1. Liga-Qualifikation
Die Gewinner der drei Zweitligagruppen, Motor České Budějovice, Baník ČSA Karviná und LVS Poprad, sowie der punktbeste Gruppenzweite Dukla Pisek spielten in Hin- und Rückspiel um die Aufnahme in die 1. Liga für die folgende Spielzeit. Dabei setzte sich České Budějovice mit elf Punkten durch.
| Pl. | Team                   | Sp. | S | U | N | Torv. | Punkte |
| --- | ---------------------- | --- | - | - | - | ----- | ------ |
| 1.  | Motor České Budějovice | 6   | 5 | 1 | 0 | 31:09 | 11     |
| 2.  | Baník ČSA Karviná      | 6   | 2 | 2 | 2 | 22:22 | 6      |
| 3.  | Dukla Pisek            | 6   | 2 | 1 | 3 | 19:21 | 5      |
| 4.  | LVS Poprad             | 6   | 1 | 0 | 5 | 13:33 | 2      |